# Les Vespres Sicilianes (pintura)
Les Vespres Sicilianes és el títol de tres obres de l'artista italià Francesco Hayez que representen l'esclat de les Vespres Sicilianes. La primera versió fa 150 × 200 cm, fou encarregada per la marquesa Visconti d'Aragona i fou pintada per Hayez a l'estudi de Brera (Milà) el 1822. La segona versió fa 91 × 114 cm i fou encarregada el 1826–1827 pel comte Arese, que tot just havia sortit de presó. Aquestes dues versions formen part de col·leccions privades, mentre que la tercera, que fa 225 × 300 cm i fou pintada el 1846, es conserva a la Galeria Nacional d'Art Modern i Contemporani de Roma. Aquesta última fou pintada per a Vincenzo Ruffo, príncep de Sant'Antimo i principal mecenes de Hayez.